# Margarete Blank
Pour les articles homonymes, voir Blank.
Margarete "Margot" Blank (née le 21 février 1901 à Kiev, morte le 8 février 1945 à Dresde) est une dentiste allemande.

## Biographie
Fille de parents Germano-Baltes, père ingénieur et mère dentiste, la famille, après la mort de la mort en 1919, déménage aussitôt à Kolberg. 
En 1921, Blank commence des études de médecine à l'université de Leipzig. Initialement apatride, elle obtient la nationalité allemande en 1924. Après avoir terminé ses études en 1927, elle travaille à l'université comme interne en médecine à la clinique chirurgicale. À partir de 1929, elle travaille comme médecin dans son propre cabinet médical de campagne à Panitzsch près de Leipzig. En 1932, elle obtient son doctorat à l'université de Leipzig dans le domaine de l'histoire médicale sous la direction d'Henry Sigerist avec une thèse sur Herman Boerhaave. Elle s'entoure de personnes intellectuelles de gauche et sympathisantes de l'Union Soviétique.
Au début du Troisième Reich, sa licence est suspendue un temps parce qu'elle doit prouver son origine aryenne. Elle refuse de joindre à la corporation nazifiée ni au NSDAP comme de faire le salut hitlérien.
Elle s'occupe des enfants des antifascistes arrêtés. Aucun document ne montre une action dans un groupe de résistance, cependant elle est très hostile au régime nazi.
Début 1944, alors qu'elle soigne les enfants d'un médecin-chef du front, elle exprime à son épouse des doutes sur la victoire finale des Allemands, le médecin Werner Benne dénonce sa collègue alors qu'elle est en congé dans les foyers. La Gestapo arrête Blank le 14 juillet 1944 comme espionne et agent bolchevique. Le 15 décembre 1944, le 6e Sénat du Volksgerichtshof venu de Berlin la condamne à mort dans le tribunal régional de Dresde pour « déclarations gravement destructrices ». Le 8 février 1945, Margarete Blank subit la guillotine dans la cour du tribunal régional.
Après la Seconde Guerre mondiale, son accusatrice et les témoins à charge sont condamnés à de la prison par les Soviétiques. Elle devient une icône antifasciste : l'Institut du marxisme-léninisme affirme dans des ouvrages standards de la RDA qu'il publie que Blank avait rejoint le groupe de résistance d'Alfred Frank en 1935.